# Кубок Швейцарії з футболу 1931—1932
Сьомий розіграш Кубка Швейцарії з футболу, що проводився з 30 серпня 1931 по 3 квітня 1932 року.

## 1/32 фіналу
| Команда 1              | Рахунок   | Команда 2            |
| ---------------------- | --------- | -------------------- |
| 04.10.1931, 14:30      |           |                      |
| Аарау                  | 4:2       | Бецінген             |
| Беллінцона             | 3:0       | Тесс                 |
| Біль-Б'єнн             | 5:1       | Етуаль Каруж         |
| Блю Старз Цюрих        | 8:4       | Локарно              |
| Брюль Санкт-Галлен     | 8:0       | Сур                  |
| Етуаль-Спортінг        | 1:2       | Ла Шо-де-Фон         |
| Форвард Морґес         | 1:0       | Серкль Б'єнн         |
| Фрібур                 | 2:1       | Централ Фрібур       |
| Глорія-Шпортс Ле-Локль | 3:0       | Рененз               |
| Грассгоппер            | 6:1       | Нордштерн Базель     |
| Джонктон Женева        | 1:2       | Кантональ Невшатель  |
| Кіккерс Люцерн         | 8:2       | Альтштаттен          |
| Лозанна                | 5:3 (д.ч) | Гренхен              |
| Ла-Локль               | 2:0       | Реконвілер           |
| Ланцбург               | 3:2       | Блек Старз (Базель)  |
| Лугано                 | 2:0       | Біршвельден          |
| Олд Бойз               | 1:0       | Люцерн               |
| Ольтен                 | 7:1       | Фльор'є              |
| Ерлікон Цюрих          | 0:1       | К'яссо               |
| Расінг Лозанна         | 3:2 (д.ч) | Делемон              |
| Санкт-Галлен           | 2:3       | Конкордія Базель     |
| Золотурн               | 1:4 (д.ч) | Серветт Женева       |
| Спарта Шафгаузен       | 2:1       | Фортуна Санкт-Галлен |
| Стад Лозанна           | 4:1       | Кантональ Невшатель  |
| Трамелан               | 5:7       | Монте                |
| Уранія Женева Спорт    | 2:0       | Берн                 |
| Вельтгайм              | 1:5       | Базель               |
| Вікторія Берн          | 2:3       | Янг Бойз             |
| Вінтертур              | 3:1       | Баден                |
| Волен                  | 4:2       | Бухс СГ              |
| Янг Фелловз Цюрих      | 10:0      | Балерна              |
| Цюрих                  | 9:0       | Алльшвіль            |

## 1/16 фіналу
| Команда 1              | Рахунок   | Команда 2           |
| ---------------------- | --------- | ------------------- |
| 01.11.1931, 14:30      |           |                     |
| Беллінцона             | 3:0       | Конкордія Базель    |
| Блю Старз Цюрих        | 2:0       | Цюрих               |
| Глорія-Шпортс Ле-Локль | 2:10      | Уранія Женева Спорт |
| Ла Шо-де-Фон           | 17:2      | Стад Лозанна        |
| Лозанна                | 6:1       | Форвард Морґес      |
| Ла-Локль               | 1:3       | Кантональ Невшатель |
| Ланцбург               | 0:9       | Кіккерс Люцерн      |
| Олд Бойз               | 4:1       | К'яссо              |
| Ольтен                 | 0:1       | Янг Бойз            |
| Расінг Лозанна         | 2:3       | Біль-Б'єнн          |
| Серветт Женева         | 4:1       | Аарау               |
| Спарта Шафгаузен       | 1:10      | Грассгоппер Цюрих   |
| Вінтертур              | 2:3       | Янг Фелловз Цюрих   |
| Волен                  | 1:2       | Брюль Санкт-Галлен  |
| Базель                 | 3:3 (д.ч) | Лугано              |
| 22.11.1931, 14:30      |           |                     |
| Лугано                 | 0:1       | Базель              |
| Фрібур                 | 3:0       | Монте               |

## 1/8 фіналу
| Команда 1           | Рахунок       | Команда 2           |
| ------------------- | ------------- | ------------------- |
| 13.12.1931, 14:30   |               |                     |
| Брюль Санкт-Галлен  | 1:4           | Базель              |
| Фрібур              | 0:1           | Янг Бойз            |
| Грассгоппер         | 11:1          | Олд Бойз            |
| Кіккерс Люцерн      | 0:5           | Блю Старз Цюрих     |
| Ла Шо-де-Фон        | 2:0           | Кантональ Невшатель |
| Серветт Женева      | 0:3 (Forfait) | Лозанна             |
| Янг Фелловз Цюрих   | 2:2           | Беллінцона          |
| 20.12.1931, 14:30   |               |                     |
| Беллінцона          | 0:1           | Янг Фелловз Цюрих   |
| 09.01.1932, 14:30   |               |                     |
| Уранія Женева Спорт | 4:3 (д.ч)     | Біль-Б'єнн          |

## Чвертьфінали
| Команда 1           | Рахунок   | Команда 2         |
| ------------------- | --------- | ----------------- |
| 07.02.1932, 14:30   |           |                   |
| Базель              | 6:3       | Ла Шо-де-Фон      |
| Грассгоппер         | 3:1       | Блю Старз Цюрих   |
| Лозанна             | 5:0       | Янг Бойз          |
| Уранія Женева Спорт | 1:1 (д.ч) | Янг Фелловз Цюрих |

### Перегравання
| Команда 1         | Рахунок | Команда 2           |
| ----------------- | ------- | ------------------- |
| 28.02.1932, 14:30 |         |                     |
| Янг Фелловз Цюрих | 2:6     | Уранія Женева Спорт |

## Півфінали
| Команда 1         | Рахунок | Команда 2           |
| ----------------- | ------- | ------------------- |
| 13.03.1932, 15:00 |         |                     |
| Базель            | 1:8     | Грассгоппер         |
| Лозанна           | 1:2     | Уранія Женева Спорт |

| 13 березня |

| «Базель»      | 1:8 | Грассгоппер                                                                 |
| ------------- | --- | --------------------------------------------------------------------------- |
| 18' (пен.) Єк |     | 7' 40' 79' Андре Абегглен 10' 70' 75' Хитрець 20'Макс Абегглен 85' Живкович |

| «Ранкгоф», Базель Глядачів: 10000 Арбітр: Альберт Остервальдер (Берн) |

- Базель: Платтко, Ендерлін II, Більзар, Гуфшмід, Борецький, Шауб, Єк, Шлехт, Гафтль, Віосовський, Мюллер.
- Грассгоппер: Паше, Мінеллі, В. Вайлер Нойєншвандер, Шнайдер, Макс Вайлер, Адам, Андре Абегглен, Хитрець, Макс Абегглен, Живкович.

| 13 березня |

| «Лозанна»  | 1:2 | Уранія Женева Спорт   |
| ---------- | --- | --------------------- |
| 25' Чиррен |     | 6' Сірве 21' Шабанель |

| «Нойфельд», Берн Глядачів: 5000 Арбітр: Вальтер Жордан (Базель) |

- Лозанна: Фойтц, Мартене, Тандлер, Спіллер, Гарт, Фіваз, Чиррен, Р. Вайллер, Крамер, Звібель, Фрідманн.
- Уранія: Марсель Ніколлін, Едуар Бові, Ян Зіла, Едмон Луашо, Конрад Росс, Бертшен, Жорж Шабанель, Андре Сірве, Бранислав Секулич, Віллі Єггі, Ервін Стальдер.

## Фінал
Фінальний матч був зіграний 3 квітня 1932 на стадіоні «Гардтурм» у Цюриху.
| Команда 1   | Рахунок | Команда 2           |
| ----------- | ------- | ------------------- |
| Грассгоппер | 5:1     | Уранія Женева Спорт |

| 3 квітня |

| Грассгоппер                                                             | 5:1 | Уранія Женева Спорт |
| ----------------------------------------------------------------------- | --- | ------------------- |
| 8' Макс Абегглен 13' 68' Хитрець 66' Живкович 84' (пен.) Андре Абегглен |     | 53' Сірве           |

| «Гардтурм», Цюрих Глядачів: 18000 Арбітр: Пауль Руфф (Берн) |

- Грассгоппер: Шарль Паше, Северіно Мінеллі, Макс Вайлер, Макс Нойєншвандер, Пепі Шнайдер, Вальтер Вайлер II (Шарль Регамей, 40), Лоуренс Адам, Андре Абегглен, Іван Хитрець, Макс Абегглен (К), Александар Живкович. Тренер: Ізідор Кюршнер

- Уранія: Марсель Ніколлін, Едуар Бові, Відеркер, Едмон Луашо, Конрад Росс, Ян Зіла, Жорж Шабанель, Андре Сірве, Бранислав Секулич, Віллі Єггі, Ервін Стальдер.